# Indriidae
Họ Indriidae (đôi khi viết sai chính tả là Indridae) là một họ gồm các loài linh trưởng thuộc phân bộ Linh trưởng mũi ướt (Strepsirrhini). Chúng là các loài vượn cáo có kích thước từ trung bình đến lớn, chỉ có bốn chiếc răng thay vì sáu chiếc thông thường. Các loài trong họ này. như tất cả các loài vượn cáo, sống độc quyền trên đảo Madagascar. Họ này được Burnett miêu tả năm 1828.

## Nét đặc trưng
Mười loài còn sinh tồn trong họ Indriidae có những kích thước khác nhau. Không tính chiều dài của đuôi, loài vượn cáo lông len chỉ dài 30 cm, trong khi loài vượn cáo indri là loài linh trưởng mũi ướt lớn nhất. Đuôi của vượn cáo indri thì cụt, còn đuôi của vượn cáo avahi và vượn cáo sifaka có thể dài bằng chiều dài cơ thể của chúng. Lông của chúng dài và chủ yếu là từ màu trắng trên đỏ đến xám. Khuôn mặt màu đen của chúng, tuy nhiên, luôn luôn không có lông. Chân sau của chúng dài hơn chân trước, bàn tay dài và mảnh, và ngón tay cái của chúng không thể để ngược với các ngón tay khác.
Tất cả các loài này đều sống trên cây, mặc dù chúng thỉnh thoảng xuống đất. Khi ở trên mặt đất, chúng đứng thẳng và di chuyển về phía trước bằng những bước nhảy ngắn, với hai tay giơ cao. Tuy nhiên, trên cây, chúng cực kỳ nhanh nhẹn, có thể nhảy một cách phi thường và thay đổi hướng dễ dàng từ cây này sang cây khác. Như đa số những động vật ăn lá khác, chúng điều chỉnh hàm lượng chất dinh dưỡng thấp từ thức ăn của chúng bằng cách ngủ nghỉ lâu. Thông thường, họ có thể được nhìn thấy nằm dài trên các cây để phơi nắng. Chúng sống cùng nhau trong các gia đình lớn có thể lên đến 15 con, giao tiếp với nhau qua tiếng gầm và nét mặt.
Chúng là động vật ăn thực vật, ăn chủ yếu là lá, quả và hoa. Như một số động vật ăn thực vật khác, chúng có một manh tràng lớn, chứa vi khuẩn lên men cellulose, cho phép chúng tiêu hóa hiệu quả hơn các chất thực vật. Chúng có ít răng hàm hơn so với các loài vượn cáo khác, với công thức nha khoa là: {\displaystyle {\tfrac {2.1.2.3}{2.1.2.3}}}
Con cái và con đực thường giao phối một cách đơn thuần trong nhiều năm. Hầu hết vào cuối mùa khô, thời gian mang thai bốn đến năm tháng của chúng kết thúc bằng sự ra đời của một đứa con duy nhất, sống trong gia đình một thời gian sau khi cai sữa (ở tuổi từ năm đến sáu tháng).

## Phân loại
Có 19 loài nằm trong 3 chi:
Họ Indriidae
- Chi Indri
  - Indri, Indri indri
- Chi Avahi, vượn cáo lông len
  - Avahi cleesei
  - Avahi laniger
  - Avahi mooreorum
  - Avahi occidentalis
  - Avahi unicolor
  - Avahi peyrierasi
  - Avahi meridionalis
  - Avahi ramanantsoavani
  - Avahi betsileo
- Chi Propithecus, vượn cáo sifaka
  - Nhóm Propithecus diadema
    - Propithecus diadema
    - Propithecus candidus
    - Propithecus edwardsi
    - Propithecus perrieri
    - Propithecus tattersalli

  - Nhóm Propithecus verreauxi
    - Propithecus verreauxi
    - Propithecus coquereli
    - Propithecus deckenii
    - Propithecus coronatus

## Hình ảnh

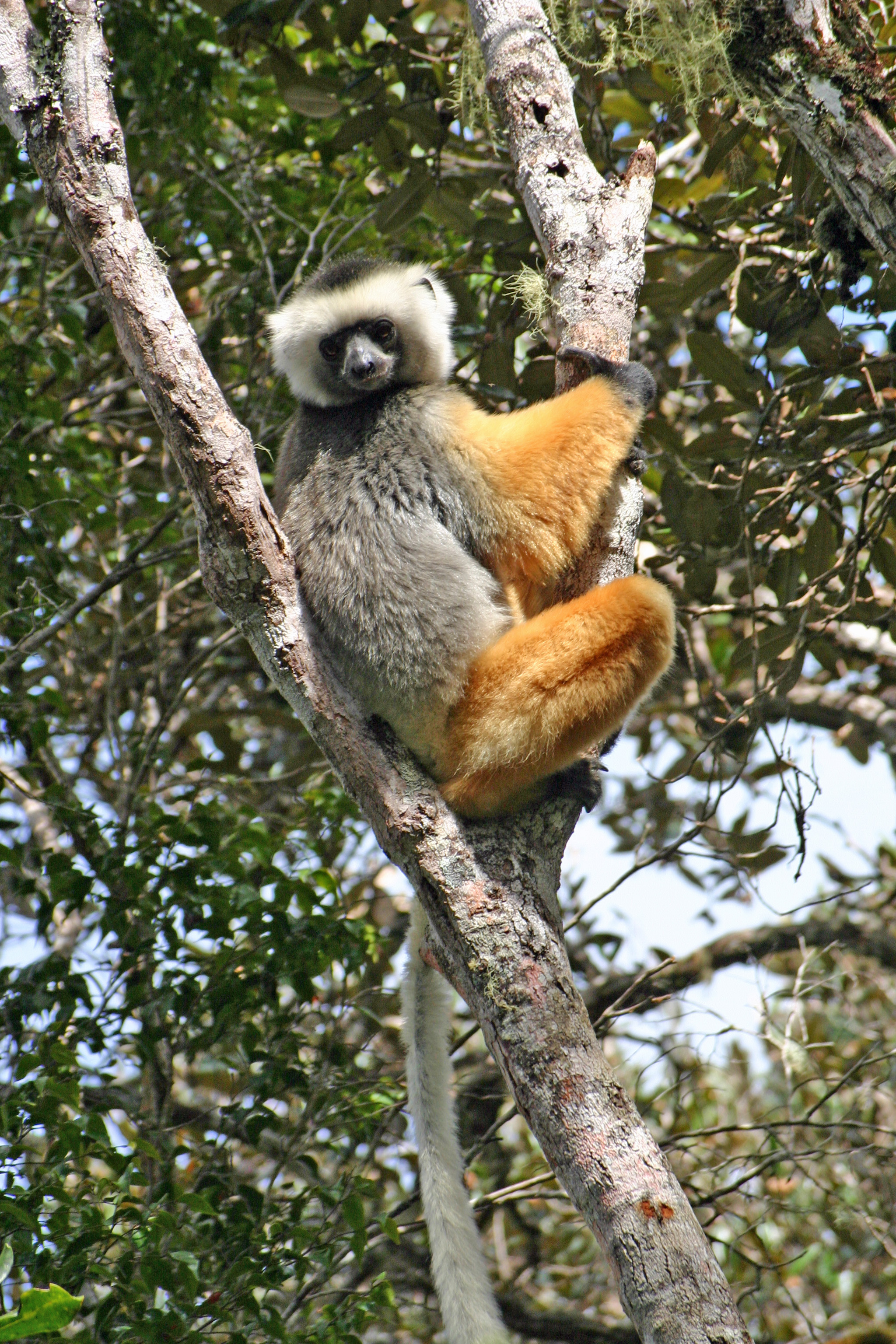
Vượn cáo sifika
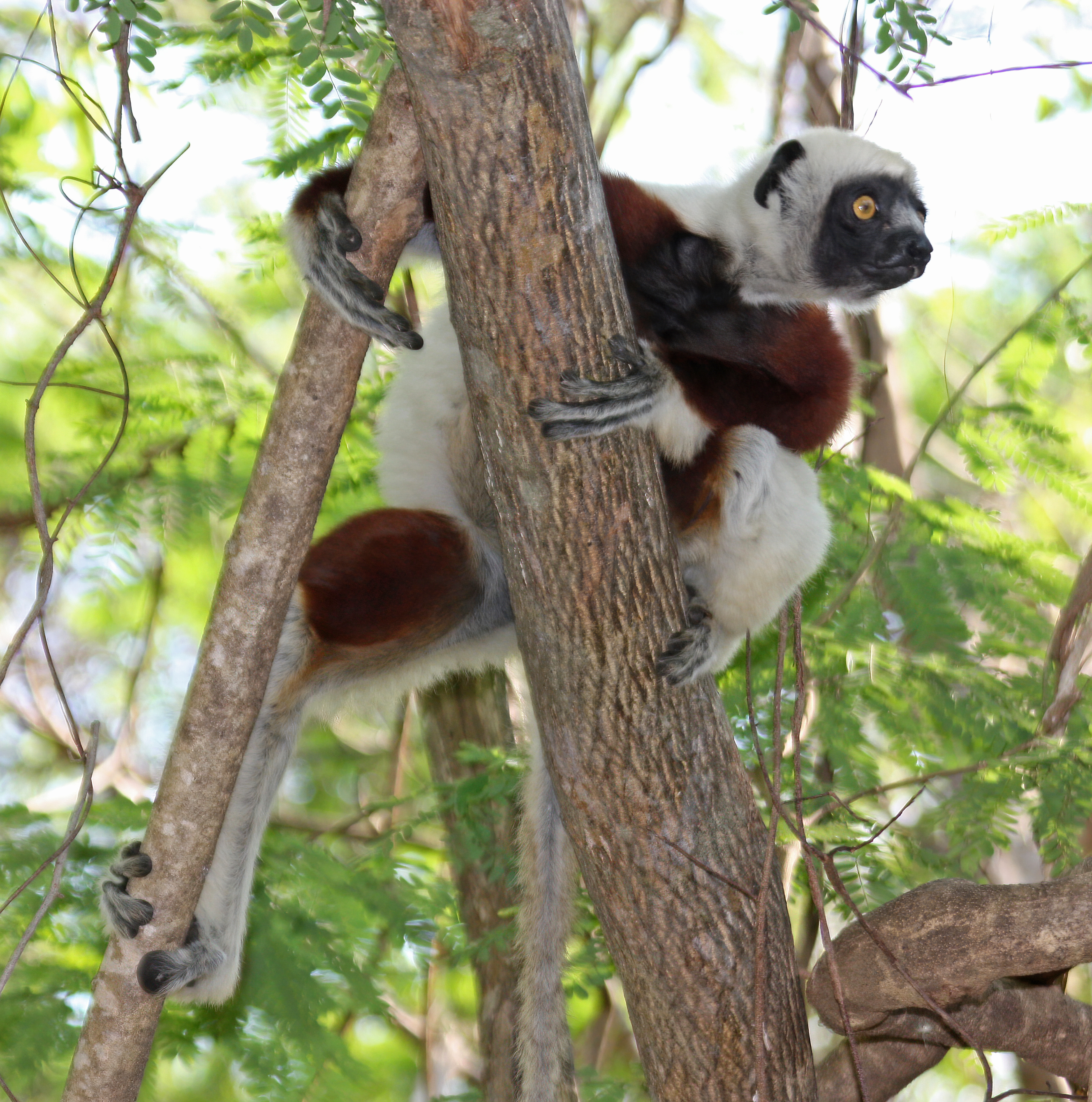
Propithecus coquereli
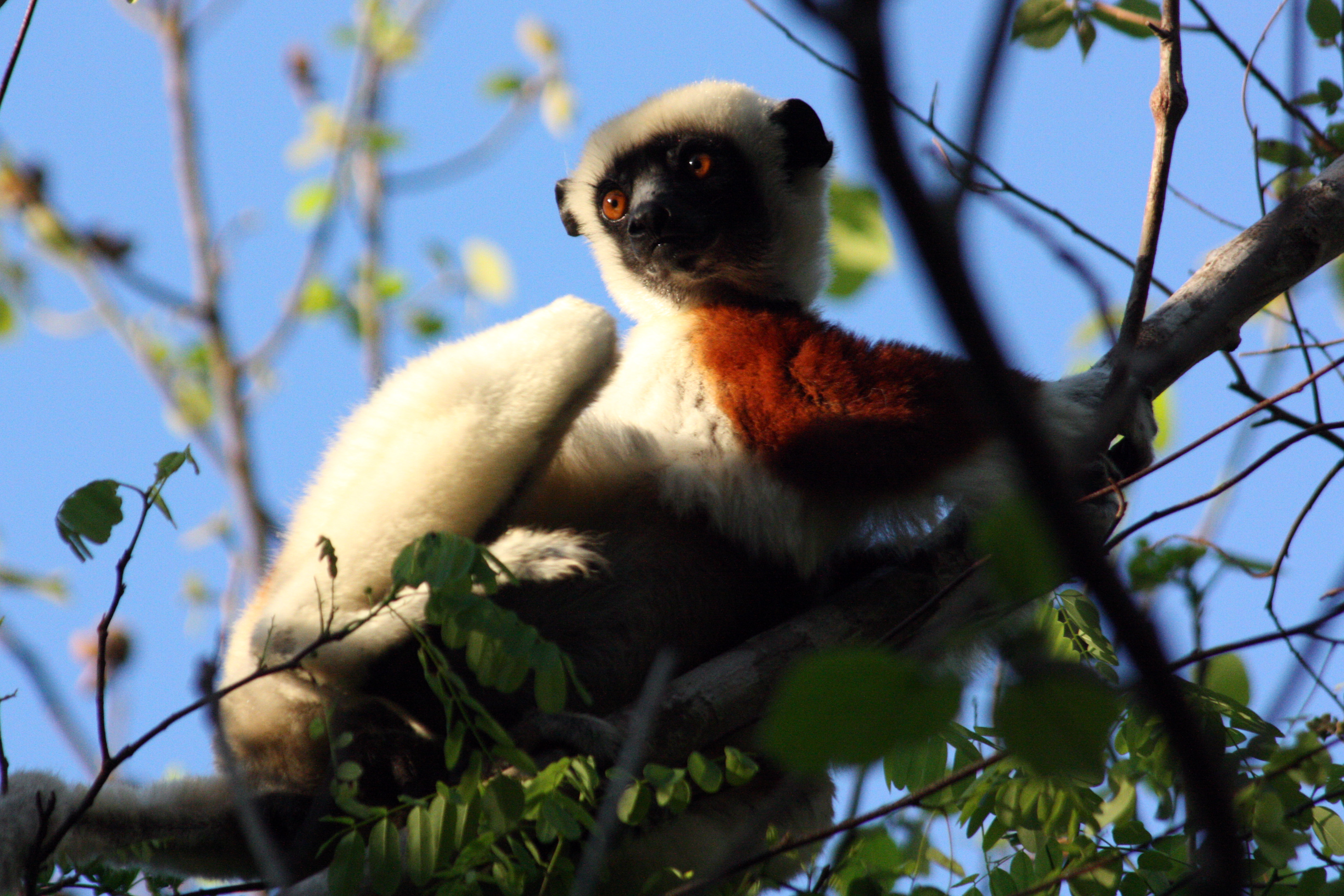
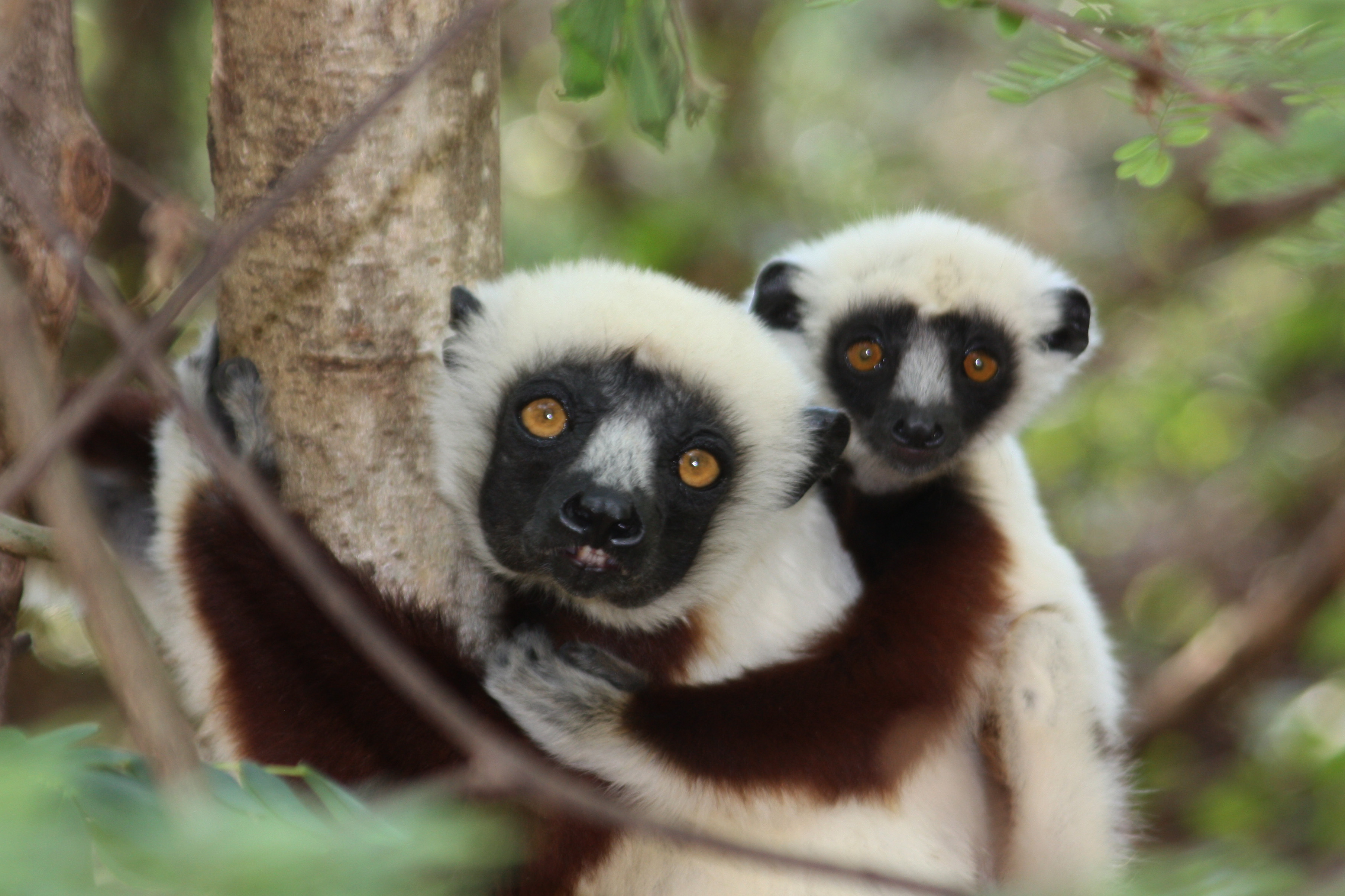